# Modica de Mohac
I Modica de Mohac sono una famiglia nobile siciliana di origine normanna, iscritta nel Libro d’oro della Nobiltà italiana, nell’Annuario della Nobiltà del Crollalanza e ricevuta nell’Ordine Costantiniano. Il capostipite Gualtiero fu signore della cittadina di Modica (Mohac) per un breve periodo, nel secolo XII. Per tale ragione la famiglia di Gualtiero fu cognomizzata con la denominazione “de Mohac”, e tale cognome ad essa restò anche dopo la perdita della signoria identificando oggi i Modica discendenti dal casato normanno e che sono baroni di Grisì dalla prima metà del XIX secolo.

## Storia
Capostipite della famiglia fu un Gualtiero cavaliere normanno appartenente ad un casato giunto in Sicilia nell'XI secolo al seguito di Ruggero I d'Altavilla in guerra contro gli Arabi che occupavano l'isola. Servì il Gran Conte anche nelle sue battaglie in Grecia e nell'Epiro, e per i suoi meriti militari l'Altavilla gli concesse la signoria su Modica, conquistata dai Normanni nel 1091, e una volta che ne prese possesso Gualtiero (concessione del 1115) venne chiamato "Gualtiero di Modica" o "Gualtiero de Mohac".
Prima della conquista ad opera dei musulmani, la città era chiamata «Mòtyca». Dopo che fu espugnata intorno all’844-845 da un esercito di Saraceni guidato da Al Fadn ibn Gafar al Hamdani, la città di Modica divenne un importante centro agricolo e commerciale con il nome di «Mudiqàh» (gola, strettoia, riferito alle due profonde valli dove scorrono i due torrenti della città), da cui anche il termine arabo «Madiak», avente analogo significato (stretto), diventato per assonanza fonetica, in greco «Μοδακ» («Modák») ed infine «Mohàc».
Gualtiero fu probabilmente fratello di Ugo e di Urso che si ritrovano entrambi sottoscritti in un diploma del Conte Goffredo di Ragusa nel 1120.
Figli di Gualtiero furono Gualtiero II, Aquino, Rainaldo (o Arnaldo) e Goffredo.
Gualtiero II fu il più illustre esponente del suo casato. Detto Gualtiero fu connestabile e Grande Ammiraglio del Regno di Sicilia, sul cui trono sedeva Guglielmo II d'Altavilla, che nel 1176 lo incaricò di prelevare la promessa sua sposa Giovanna d'Inghilterra ed accompagnarla in Italia. Egli si legge sottoscritto nei capitoli matrimoniali di Guglielmo e Giovanna d'Inghilterra nel 1177.
Il titolo di "admiratus", se in precedenza era stato per lo più legato a una funzione amministrativa e fiscale, in quest'occasione appare per la prima volta utilizzato con una connotazione del tutto particolare. Come risulta dagli studi di Ménager, è con Gualtiero II de Mohac che, in connessione con il ravvivarsi dell'aggressiva politica mediterranea di Guglielmo II, viene creato un ufficio specificamente deputato al comando militare delle navi regie: "admiratus regi stolii", dunque, assume il preciso significato di "emiro", ovvero capo della flotta regia.
Governatore di Salerno nel 1178-79, dopo la conquista della Sicilia da parte dell'imperatore Enrico VI di Svevia, avvenuta nel 1194, venne da questi privato delle sue cariche e della signoria di Modica per aver sostenuto il conte Tancredi di Lecce come successore del Re Guglielmo dopo la sua morte nel 1189.
Aquino fu nel 1161 a capo di un esercito e fu inviato nel 1164 dal re Guglielmo I di Sicilia alla Terra di Lavoro per combattere contro il conte Andrea di Rupecanina.
Rainaldo fu Gran connestabile del Regno nel 1176, Conte palatino e conte di Ariano nel 1194.
Goffredo fu giustiziere del Val di Noto nel 1172-83, e a lui si attribuì il titolo di “palatinus camerarius et magister regie duane de secretis et duane baronum”.
La famiglia aveva interessi sia nella parte occidentale del Regno che in quella orientale.
Fin dal XII secolo in Val di Mazara, e più precisamente nel territorio dell’Arcidiocesi di Monreale, possedeva terre e casali. A Monreale, del resto, risiedette la Corte normanna e dal 1182 sono ricordati, nel Rollo delle possessioni concesse dal Re Guglielmo II, due casali Modica, esistenti fino al 1519.
Questi casali Modica (o Mudica), anche definiti in lingua araba come «Madiàk», o «Modiàk» ,  termini foneticamente riportabili al greco «Modak» e poi a  «Mohac», avevano probabilmente preso la denominazione dagli originari possessori  , di talché è ben possibile ricavare l’informazione che gli originari primi concessionari dei predetti luoghi dovettero appartenere alla famiglia di Gualtiero .
La famiglia, a partire dalla fine del XII secolo, nella parte orientale del Regno fu appellata con il cognome «Mòdica», preferendosi la pronuncia latina derivante da «Mòtyca», nome antico della città (con l’accento sulla «o»). Nel monrealese fu invece predominante la pronuncia araba «Modìca», con l’accento sulla «i», derivante dalla denominazione «Mudìqah», poiché in questa zona si era concentrata la popolazione araba.
Nell'Arcivescovado di Monreale una siffatta pronuncia del termine «Modìca», riferita sia al Casale omonimo che alla famiglia avente il relativo cognome, venne confermata formalmente da un privilegio con il quale il «Re catholico Don Ferdinando» Re d’Aragona e di Sicilia, in data «14 di Gennaro del 1519 concesse licenza all'Arcivescovo Donn'Henrico di Cardona attenti i servitij suoi, e de suoi progenitori, che potesse popolare, e fortificare il Casale del Conte, ò di Modìca  (ndr. con l’accento sulla «i») ... in beneficio della sua Chiesa».
Rainaldo de Mohac, Conte palatino, Conte di Ariano e Gran Conestabile sotto l’Imperatore Enrico VI, nel 1194 donò parte dei beni posseduti tra Palermo e Monreale, al Monastero della Santissima Trinità dell’Ordine dei Cistercensi (poi Ospedale teutonico dal 1196) presso la Chiesa della Magione di Palermo.
L'imperatrice Costanza d'Altavilla, moglie di Enrico, nel 1198 assegnò ad Arnaldo (Rainaldo) di Modica, figlio di Gualtiero II, la baronia di Sortino, come compensazione per la confisca di quella di Modica. Arnaldo (Rainaldo) mantenne il possesso del feudo anche quando a Costanza succedette il figlio Federico II di Svevia.
Arnaldo (Rainaldo) fu padre di Pietro, Anselmo e Guidone; il primo fu suo erede alla baronia di Sortino, il secondo fu governatore di Siracusa, il terzo fu barone di Reddini e presenziò all'incoronazione di Giacomo II di Aragona a Re di Sicilia nel 1285.
Pietro I Modica, barone di Sortino († 1294 ca.), partecipò alle Guerre del Vespro contro gli Angioini scoppiate nel 1282 e fu tra i principali fautori delle rivolte antiangioine a Siracusa (dove venne ucciso il governatore Clemone di Rens) e le capeggiò assieme al nobile Pietro Manuele; entrambi furono nominati governatori della città da Enrico Ventimiglia, conte di Geraci.
Il predetto Pietro I sposò Rosanna de Sumana dalla quale ebbe i seguenti figli: Pietro II, Federico, Francesco, Rosanna e GiacomoI. Due sono le linee che si sono sviluppate: quella del primogenito Pietro II e quella dell'ultimogenito Giacomo I.
Il primogenito di Pietro I e Rosanna fu il "miles" Pietro II Modica, barone di Sortino († 1335 ca.); egli possedette anche altri feudi, come Bussello e Rilmadali, nel Val di Noto. Ebbe tre figli: Perrello III, Anselmo e Margherita.
Perrello III Modica, barone di Sortino († 1390 ca.), fu militare al servizio del re Ludovico di Sicilia dal 1345 e giustiziere del Val di Noto nel 1376. Dalla moglie Cecilia ebbe una sola figlia, Rosanna, ed istituì erede universale dei suoi beni il nipote Pietro IV detto "Perruccio" o "Perrello" figlio del fratello minore Anselmo; da quest'ultimo Perrello IV la baronia di Sortino passò alla sua unica figlia naturale di nome Cesarea, che sposò il veneto Aloisio Contarini.
Alla figlia Cesarea diede anche in dote, in occasione delle nozze con il Contarini, il feudo San Giacomo di Belmineo (in territorio di Palazzolo) e il feudo Solarino (in territorio di Siracusa), con atto del 1º luglio 1394 in notaio Nicola di Avola di Siracusa e le terre di cui era titolare nel territorio di Corleone, giurisdizione dell'Arcivescovado di Monreale e a quest'ultima infeudata dal 1080 al 1249, e precisamente 100 salme a Batticano, 60 a Fontana di li chervi, 60 a Jardinectu.
Se la linea di Pietro II si è estinta nella famiglia Contarini, la linea originata da Giacomo I ha continuato a svilupparsi nel corso dei secoli. Giacomo I Modica (figlio ultimogenito del Barone Pietro I), milite della città di Caltagirone, dal 1335 possedette i feudi di Consorto, Ganzaria e Bugidiano, situati nell'area calatina.
Suo figlio Ranieri, barone di Consorto e capitano di giustizia di Caltagirone nel 1403-04, ebbe due figli, Pietro V e Giacomo II; il primo, Pietro (V), il 26 febbraio 1447, ottenne conferma del feudo di Ganzaria, e il 9 luglio 1453 dei feudi di Consorto e Friddani; il secondo, Giacomo (II), fu barone di Bugidiano dal 1453 e giurato di Caltagirone negli anni 1440-41, 1457-58 e 1471-2.
Figlio di Giacomo II fu Ranieri II, barone di Bugidiano nel 1466, che fu padre di Giacomo III, anch’egli barone di Bugidiano.
Giacomo, oltre ad essere titolare di feudi in Val di Noto, possedette terre e masserie dell’Arcivescovado monrealese in Val di Mazara prima del 1600.
Il suo nome è presente nel Registro dei possessori dei feudi dell'Arcivescovado di Monreale dell'anno 1600 (precisamente Busamarra, Lupo ed Orsino, tre dei 72 feudi concessi all’Arcivescovo fin dal 1176). Nell’elenco sono indicati gli eredi di Giacomo come "attuali" titolari, sicché il predetto Giacomo dovette possedere le citate terre intorno alla metà del 1500.
Dal predetto Giacomo nacquero Pietro (VI) e Francesco. Da Pietro VI (di Giacomo) derivò Guidone, il cui titolo (baronia di Bugidiano, ultima in possesso della famiglia) confluì per via ereditaria (successione femminile) nella famiglia Bonanno.
Francesco (di Giacomo) sposò  la monrealese Violante Geraci e da loro nacquero Pietro VII e Antonino. A Caltagirone, nel cui ambito territoriale non possedeva più alcun feudo, la famiglia non risulta più presente a partire dall’ultimo quarto del XVI secolo.
Dei due figli, nati ed impiantatisi definitivamente a Monreale, nel cui territorio la famiglia continuava a possedere beni, il Magnifico Pietro VII (n. 1532), primogenito di Francesco e Violante, sposò donna Antonella di Gangi, figlia del pretore della città e nel 1590 lasciò per testamento una parte del suo cospicuo patrimonio alla Chiesa Santuario S.S. Crocifisso di Monreale (seconda chiesa per importanza dopo il Duomo ed esistente fin dal 1450) dove dispose di essere sepolto, altra parte alla moglie ed una residua parte all’unica figlia Virginia, con dei legati a favore di Sigismonda, figlia di primo letto della moglie ed avviata a vita monastica fin da tenera età.
Dall'altro figlio di Francesco e Violante, Antonino (1543) discese Francesco (1578), da cui Geronimo (1619), onde Vincenzo (1656), dal quale Marco Nicolò (1683), da cui il magnifico don Vincenzo Giuseppe (1727), Relatore mandatario della Mensa Arcivescovile con poteri amministrativi e giudiziali.
Un Pietro Modica possedette nel 1645 il predetto feudo Orsino. Il Magnifico don Geronimo, zio di don Vincenzo Giuseppe, fu a metà del 1700 conestabile della città.
Da don Vincenzo Giuseppe (1727) nacque don Nicolò (1776) che fu proconservatore di Monreale. Quest'ultima carica fu ricoperta a partire dal 1804 per più anni ed era attribuita soltanto ad esponenti appartenenti a famiglie di antica nobiltà. Egli fu anche giudice criminale dello Stato di Monreale, che era dotato di prerogative del tutto peculiari nel Regno. Ed infatti il particolare privilegio "sit justiciarius omnium terrarum" di cui godette l'Arcidiocesi ininterrottamente dal XII secolo fino al 1812, poneva i giudici criminali di quella città, diversamente dai giudici criminali delle altre città, demaniali o baronali che fossero, al vertice massimo della giurisdizione del Regno, con applicabilità ad essi del Reale Dispaccio del 25 gennaio 1756 in tema di nobiltà generosa .
Un fratello di don Nicolò, don Marco fu giudice civile; l'altro, don Pietro, fu anche lui giudice criminale. Vari esponenti della famiglia hanno ricoperto cariche pubbliche in Monreale, per poi trasferirsi a Palermo nella prima metà del 1800.
Il casato è stato ammesso fin dal 1568, con Il priore Vincenzo Modica, nella Compagnia dei Bianchi di Monreale, istituita nel 1565 e composta di 60 gentiluomini (con sede nella cinquecentesca Chiesa di Sant'Agata al Monte). Alla Compagnia dei Bianchi di Monreale si applicavano gli stessi capitoli vigenti per la (quasi) coeva Compagnia dei Bianchi di Palermo (istituita nel 1542) con sede nell'Oratorio dei Bianchi (Palermo)).
Nel 1859 la famiglia Modica è ancora presente con due suoi esponenti, Don Benedetto Modica e Don Pietro Modica fra "i 42 Confratelli della nobile Compagnia della Pietà, sotto titolo dei Bianchi", di Monreale.
Don Salvatore Modica, nipote del predetto don Nicolò (sposato con donna Rosa di Bella, figlia di don Giovanbattista Barone  di Grisì) e figlio di don Marco (nato nel 1808, ereditò il feudo di Grisì dalla madre donna Rosa di Bella e fu avvocato patrocinatore presso la gran Corte Civile di Palermo), che abitava nella secentesca Villa di sua proprietà sita a Palermo nel fondo Trabucco, fu tra i benefattori-finanziatori della costruzione della Chiesa santuario Madonna del Rosario di Pompei di Palermo.
Il feudo con baronia di Grisì, da sempre aggregato al feudo Macellaro nella giurisdizione dell’Arcivescovado di Monreale, era pervenuto ai Modica dalla famiglia di Bella alla quale era stato concesso dai Beccadelli di Bologna in enfiteusi perpetua. Il possesso del feudo di Grisì, per privilegio speciale contenuto nell'originario atto di concessione, conferiva al possessore (a qualsiasi titolo lo fosse divenuto e quindi anche per effetto di concessione enfiteutica), anche se estraneo rispetto alla famiglia originariamente beneficiata, le prerogative del mero e misto imperio, senza necessità di investitura sovrana, come si addiceva per i feudi di provenienza ecclesiastica, quale appunto Grisì, originariamente feudo dei Gesuiti.
Marco Modica, nato a Palermo il 4 giugno 1888 da don Salvatore e donna Angela Mirto, fu membro della Società siciliana di Storia Patria, professore universitario di Diritto Romano e si dedicò ad un settore di discipline storico-giuridiche - quello della papirologia giuridica - che, dopo il noto saggio di Ludwig Mitteis del 1891 sui rapporti tra diritto romano e diritti ellenistici, appariva assai promettente per ricchezza di prospettive e di risultati. Nel 1914 pubblicò un'opera di rilievo assoluto per quello specifico settore di studi e cioè "Introduzione allo studio della papirologia giuridica" (Milano 1914), dedicata a L. Wenger, studioso di fama internazionale del quale era stato allievo a Monaco di Baviera dove risiedette per due anni, “con animo grato e memore” - per lunghi anni rimasta unica nel suo genere e punto di riferimento sicuro per orientarsi in quel difficile campo specialistico. Nello stesso anno conseguì la libera docenza di Papirologia giuridica. In seguito insegnò Paleografia e Diplomatica, ma anche Storia antica nelle Facoltà di Lettere di Palermo e Catania; e fu Direttore dell'Archivio di Stato di Mantova. In Giurisprudenza, a Palermo, insegnò Papirologia giuridica dal 1924 al 1926; e Diritto romano nell'anno accademico 1935-36; a Messina, Istituzioni e storia del diritto romano dal 1926 al 1928. Morì a Palermo il 2 ottobre 1948.
Al predetto Marco va riconosciuto il merito di avere risparmiato dai disastri della guerra, mentre era Sovrintendente dell'Archivio di Stato di Milano e di Mantova, gli archivi dei Gonzaga, trasportandoli a Palidano (frazione di Suzzara) e conservando il prezioso carico nella villa Eremo, poco distante dalla villa Guerrieri Maraini Gonzaga, dove egli abitava.
Egli aveva sposato donna Maria Landolfi di Solofra, figlia di S.E. Don Michele (n. 1848, m. 1938), procuratore generale e poi primo presidente della Corte di Cassazione, appartenente a famiglia baronale di origine longobarda censita tra le nobili famiglie del Regno fin dal 1300. I quarti di Donna Maria registravano, oltre che la famiglia Landolfi, quella dei conti Panzuti, quella dei marchesi Anselmi e quella dei nobili de Monaco, quest’ultimi discendenti dai marchesi Buccino, nei quali erano confluiti i marchesi Grimaldi dei principi di Monaco, ramo calabrese (Grimaldi famiglia si veda sotto Grimaldi di Calabria e precisamente da Francescantonio Grimaldi (1741-1784), marchese di Seminara), nonché dai marchesi Rossi di San Secondo.
Dai due nacque l’avvocato Ugo (n. 6/9/1928, m. 6/1/2002) che il 2 luglio 1953 sposò la cugina di secondo grado Maria Letizia Epifanio (n. 26/8/1926, m. 10/7/2016) (le nonne Maria ed Angela Mirto erano sorelle), la cui famiglia, originaria di Benevento, si trasferì in Sicilia agli inizi del 1700, laureata in Lettere presso l'Università di Palermo, Dama dell'Ordine Equestre del Santo Sepolcro di Gerusalemme, figlia del medico radiologo, scienziato e Professore universitario Giuseppe Epifanio, nato a Monreale il 15 agosto del 1886, che svolse importanti ricerche di fisica nucleare insieme a Fermi, Rasetti, Pontecorvo e Segrè. Il Professore Giuseppe Epifanio fu peraltro il primo a rappresentare l’Università di Palermo sulla scena della Radiologia italiana. Il fratello di Giuseppe, Luigi Epifanio, sposatosi con donna Matilde Vanni di San Vincenzo, fu professore nella facoltà di Architettura presso l’Università di Palermo e assistente del celebre architetto Ernesto Basile, uno dei padri del Liberty.
Giuseppe Epifanio sposò il 20 ottobre 1920 a Noale (Treviso) Anna Cappelletto Manera, nata nel dicembre del 1895, appartenente ad una antica famiglia montebellunese (Treviso).
La famiglia Modica de Mohac annovera conestabili, magistrati della Mensa Arcivescovile, giudici criminali e civili, notai, giurati, decurioni e professori di Diritto e di essa vi è memoria, oltre che per i casali Modica risalenti al XII secolo, anche per avere posseduto, nel territorio monrealese, i feudi Orsino, Lupo e Busamarra (XVI e XVII secolo) e a partire dalla prima metà del 1800 e per successione dalla nobile famiglia di Bella, i feudi di Grisì e Realcelsi.

### Stemma
- Arma: d'azzurro al capo d'oro, caricato di un elmo di verde (preminentemente usato dal ramo orientale).
- Alias: d'azzurro alla campagna mareggiata d'argento, sormontata da una stella d'oro (di 5, 7 o, nella versione più antica 8 punte). (Utilizzato prevalentemente dal ramo occidentale).
- Alias: partito: nel primo d'azzurro alla campagna mareggiata d'argento, sormontata da una stella d'oro (Modica), nel secondo d'azzurro di tre fasce d'oro, la prima caricata di sei stelle di rosso (o di oro), sormontata da un lambello d'oro di cinque pendenti (Landolfi). (Utilizzato dal ramo occidentale).